# Afromicracis crassa
Afromicracis crassa (лат.) — вид жуков-короедов рода Afromicracis (Scolytinae, Curculionidae). Название представляет собой прилагательное именительного падежа женского рода латинского происхождения, означающее толстый или пухлый, относящееся к необычно толстому телу, особенно заднегруди, брюшку и надкрыльям самцов.

## Распространение
Афротропика, Танзания (Morogoro province, Udzungwa Mountains near Mang’ula).

## Описание
Мелкие жуки-короеды, величина которых колеблется в пределах нескольких миллиметров (1,8 — 2,0 мм), основной цвет светло-коричневый. Толстотелый вид с резким переходом от диска надкрылий к длинному пологому склону; наклон с межбороздковыми рядами мелких гранул; надкрылий сверху с волосками; передние голени очень узкие, с двумя крошечными зубчиками на задней стороне у вершины, мукро очень большой и изогнут вбок; скапус усика у самок на вершине шире педицеля. Жгутик усика (включая педицель) 5-члениковый. Вид был впервые описан в 2021 году.